# Windows Server 2022
Windows Server 2022 là một phiên bản của hệ điều hành máy chủ Windows Server của Microsoft, là một phần của dòng hệ điều hành Windows NT, được phát triển đồng thời với Windows 10 phiên bản 21H2. Windows Server 2022 đã được công bố tại sự kiện Ignite của Microsoft từ ngày 2/3/2021 đến ngày 4/3/2021. Nó đã được phát hành rộng rãi vào ngày 18/8/2021 và là phiên bản "kế nhiệm" của Windows Server 2019 - vốn đã ra mắt vào mùa Thu năm 2018.

## Lịch sử
Ngày 22/2/2021, Microsoft đã công bố Windows Server 2022 sẽ ra mắt vào ngày 2/3/2021.
Ngày 3/3/2021, Microsoft công bố Windows Server 2022 khi nó được phát hành thông qua Windows Update. Windows Server 2022 chính thức đi vào hoạt động và phổ biến rộng rãi từ ngày 18/8/2021.
Vào tháng 9 năm 2021, Microsoft công bố SQL Server 2022 sẽ ra mắt vào tháng 3 năm 2022.

## Tính năng
Windows Server 2022 có những tính năng đáng chú ý sau:

### Bảo mật
- TPM 2.0[9]
- Bảo mật từ lõi; Credential Guard và HVCI.[10]

### Bộ nhớ
- Dịch vụ phân chia bộ nhớ
- SMB compression
- Hiệu năng và bảo mật được cải thiện

### Đám mây
- Azure hybrid capabilities

## Phiên bản

### Standard
- Được thiết kế dành riêng cho các môi trường ảo hóa yếu
- Chỉ có một máy Hyper-V hoặc hai máy ảo có thể hoạt động.[7]

### Datacenter
- Được thiết kế cho các trung tâm dữ liệu và môi trường đám mây

### Essentials
- Được thiết kế cho các doanh nghiệp nhỏ và vừa
- Hỗ trợ tối đa 25 người dùng hoặc 50 máy
- Không bắt buộc phải có CAL[11]

### Azure Datacenter[7]
- Được thiết kế dựa trên nền tảng của Microsoft Azure

## Yêu cầu phần cứng

### Tối thiểu[11][12]
| Phần cứng | Thông số cần thiết |
| --------- | --- |
| CPU       | Vi xử lý 1.4 GHz x86-64 có hỗ trợ NX, DEP, CMPXCHG16b, LAHF/SAHF và PrefetchW                                                                                |
| RAM       | 2 GB (có hỗ trợ ECC) dành cho máy chủ với tùy chọn cài đặt Desktop Experience                                                                                |
| Bộ nhớ    | 32 GB dung lượng trống |
| Đồ họa    | Độ phân giải 1024 x 768 pixel |
| Mạng      | Bắt buộc: - Một cáp nối Ethernet có tốc độ truyền 1 Gbit/s - Tương thích với kiến trúc của PCI Express Hoặc NIC với tốc độ truyền dữ liệu tối thiểu 1 Gbit/s |
| BIOS      | UEFI 2.3.1c |
| Bảo mật   | TPM 2.0 |